# Белов, Юрий Владимирович (хирург)
Ю́рий Влади́мирович Бело́в; (род. 5 сентября 1954) — российский кардиохирург, профессор, действительный член РАМН (2011), Академик РАН, Заслуженный деятель науки Российской Федерации (2004), лауреат Государственной премии РФ (2002).

## Биография
Белов Юрий Владимирович родился в семье инженера-нефтяника в Китае, где его отец занимался разработкой нефтяных скважин в совместном проекте СССР, Китая и ООН.
На профессию хирурга Юрия Владимировича Белова вдохновила прочитанная в 14 лет книга Амосова «Мысли и Сердце». «Еще в школе Юра много читал про анатомию, он горел своей идей стать хирургом» — говорит его школьный друг, Павел Мишин. В 1977 году с отличием окончил Куйбышевский медицинский институт (сейчас Самарский государственный медицинский университет, а в 1979 году клиническую ординатуру по общей и торакальной хирургии в Куйбышевской клинике факультетской хирургии. В 1979—1981 годах проходил специализацию по сосудистой хирургии в Куйбышевской клинике факультетской хирургии. С 1980 года по 2012-й работал в Центре хирургии имени Петровского в Москве. В 27 лет стал кандидатом наук, в 33 — доктором наук, а в 37 лет стал профессором. С 2012 года директор клиники сердечно-сосудистой хирургии Первого Московского медицинского университета имени Сеченова. С 2014 года директор Российского Научного Центра Хирургии РАН им. Академика Б. В. Петровского.
С супругой Беловой Ольгой Николаевной Юрий Владимирович познакомился ещё в школе. В 1977 году они поженились. Имеют двух детей и двух внуков.

## Практические достижения
Как отмечает в 2015 году «Российская газета»: «Академик Юрий Белов — ведущий отечественный сердечно-сосудистый хирург, выполняющий сложнейшие операции при аневризме аорты».
Имеет хирургический опыт нескольких тысяч операций на сердце с искусственным кровообращением, аорте и её ветвях, сосудах нижних конечностей. Владеет операциями по аортокоронарному шунтированию, протезированием клапанов сердца, резекции аневризмы левого желудочка в сочетании с аортокоронарным шунтированием и др.
Впервые в России Ю. В. Белов выполнил операции аортокоронарного шунтирования шести и семи коронарных артерий сердца, одномоментные операции на коронарных артериях сердца, на грудной и торакоабдоминальной аорте при её аневризме; протезирование дуги аорты в условиях глубокой гипотермии и ретроградной перфузии головного мозга через его венозную систему и ряд других операций.

## Научная деятельность
Автор 13 монографий и более 950 научных публикаций.
Среди публикаций стоит особо отметить «Постинфарктное ремоделирование левого желудочка сердца. От концепции к хирургическому лечению» (2002), «Аневризмы восходящего отдела и дуги аорты» (2005), «Миниинвазивная хирургия синдрома Лериша» (2005).
Самой крупной научной работой Белова является «Руководство по сосудистой хирургии с атласом оперативной техники» (2000), по которому учатся кардио-сосудистые хирурги России.
Ю. В. Белов — член редколлегий журналов «Хирургия», «Ангиология и сосудистая хирургия», «Сердце и сосуды», член редакционных советов журналов «Кардиология» и «Патология кровообращения и кардиохирургия».
Вице-президент общества ангиологов России, член Европейского общества сосудистых хирургов, член Американского общества торакальных хирургов, член правления Всероссийского общества сердечно-сосудистых хирургов.
Директор РНЦХ им. Б. В. Петровского с 2014 по 2019 годы. С 2019 года директор института кардио-аортальной хирургии РНЦХ.

## Отличия
- Государственная премия Российской Федерации в области науки и техники (2002)
- Заслуженный деятель науки Российской Федерации (2004)
- лауреат международной награды академика Бориса Петровского — Золотой медали «Выдающемуся хирургу мира» (2006)
- премия имени Н. И. Пирогова по медицине (РАМН, 2010) — за цикл работ в области хирургии аорты
- премия имени В. И. Бураковского (2010)
- премия имени Е. Н. Мешалкина (2011)
- III-я национальная премия в области кардиологии «Пурпурное сердце — 2011» в подноминации «лучший врач-кардиохирург 2011 года»
- почётный доктор НМХЦ им. Н. И. Пирогова (2017)[8]
- Золотая медаль имени Б.В. Петровского (РАН, 2018) — за цикл работ по аортальной и сердечно-сосудистой хирургии
- Почётная грамота Российской академии наук (30 августа 2024) — за многолетний плодотворный труд на благо медицинской науки в области сердечно-сосудистой хирургии, успешную научно-организационную деятельность, подготовку научных кадров высшей квалификации и в связи с юбилеем